# Linneus (Maine)
Linneus ist eine Town im Aroostook County des Bundesstaates Maine in den Vereinigten Staaten. Im Jahr 2020 lebten dort 947 Einwohner in 593 Haushalten.

## Geographie
Nach den Angaben des United States Census Bureaus hat Linneus eine Fläche von 118,7 km², wovon 115,4 km² aus Land und 3,3 km² (= 2,79 %) aus Gewässern bestehen.

### Geografische Lage
Linneus liegt im Südosten des Aroostook Countys, nahe der Grenze zu Kanada. Im Nordwesten grenzt der Meduxnekeag Lake und im Nordosten der Nickerson Lake an das Gebiet der Town. Im Zentrum von Linneus liegt das größte Stillgewässer der Stadt, der 163 m hoch gelegene Beaver Brook Lake. Dieser wird durch den Beaver Brook nach Süden hin entwässert, der kurz vor dem Erreichen der südlichen Gemarkungsgrenze von rechts den den westlichen Teil der Gemarkung entwässernden Little Beaver Brook empfängt. Die Oberfläche des Gebietes ist eben, höchste Erhebung ist der im Westen der Town liegende, 344 m hohe Crow Hill.

### Nachbargemeinden
Alle Entfernungen sind als Luftlinien zwischen den offiziellen Koordinaten der Orte aus der Volkszählung 2010 angegeben.
- Norden: New Limerick, 2,8 km
- Nordosten: Houlton, 14,9 km
- Osten: Hodgdon, 15,8 km
- Südosten: Cary Plantation, 4,2 km
- Süden: Unorganized Territory von South Aroostook, 26,5 km
- Nordwesten: Oakfield, 15,8 km

### Stadtgliederung
In Linneus gibt es mehrere Siedlungsgebiete: Linneus, North Linneus (ehemaliges Postamt), South Linneus (ehemaliges Postamt).

### Klima
Die mittlere Durchschnittstemperatur in Linneus liegt zwischen −11,7 °C (11° Fahrenheit) im Januar und 18,3 °C (65° Fahrenheit) im Juli. Damit ist der Ort gegenüber dem langjährigen Mittel der USA um etwa 10 Grad kühler. Die Schneefälle zwischen Oktober und Mai liegen mit über fünfeinhalb Metern knapp doppelt so hoch wie die mittlere Schneehöhe in den USA, die tägliche Sonnenscheindauer liegt am unteren Rand des Wertespektrums der USA.

## Geschichte
Die Town Linneus wurde am 19. März 1836 gegründet. Linneus war ein Grant Massachusetts um eine Professur für Botanik auszustatten. Daher wurde Linneus nach dem renommierten Botaniker Carl von Linné benannt. Der erste Siedler in Linneus war Daniel Neal aus New Brunswick. Er ließ sich im Jahr 1826 hier nieder. Ein Jahr später wurde das Siedlungsgebiet in einzelne Grundstücke aufgeteilt. Ein weiterer Siedler war Colonel Moses Burleigh, Captain der Miliz von Maine im Krieg von 1812. Er repräsentierte den District mehrere Jahre in der Legislative Massachusetts und nach der Trennung von Massachusetts war er einige Jahre in der Legislative Mains.
In Linneus gab es zwei Sägemühlen und eine Schrotmühle, in der Nähe des Meduxnekeag Lakes. Der Boden ist sehr guter Ackerboden und hauptsächlich werden Kartoffeln, Heu und Weizen angebaut, ebenso Mais.

### Einwohnerentwicklung
| Volkszählungsergebnisse – Town of Linneus, Maine | Volkszählungsergebnisse – Town of Linneus, Maine | Volkszählungsergebnisse – Town of Linneus, Maine | Volkszählungsergebnisse – Town of Linneus, Maine | Volkszählungsergebnisse – Town of Linneus, Maine | Volkszählungsergebnisse – Town of Linneus, Maine | Volkszählungsergebnisse – Town of Linneus, Maine | Volkszählungsergebnisse – Town of Linneus, Maine | Volkszählungsergebnisse – Town of Linneus, Maine | Volkszählungsergebnisse – Town of Linneus, Maine | Volkszählungsergebnisse – Town of Linneus, Maine |
| Jahr                                             | 1800                                             | 1810                                             | 1820                                             | 1830                                             | 1840                                             | 1850                                             | 1860                                             | 1870                                             | 1880                                             | 1890                                             |
| ------------------------------------------------ | ------------------------------------------------ | ------------------------------------------------ | ------------------------------------------------ | ------------------------------------------------ | ------------------------------------------------ | ------------------------------------------------ | ------------------------------------------------ | ------------------------------------------------ | ------------------------------------------------ | ------------------------------------------------ |
| Einwohner                                        |                                                  |                                                  |                                                  |                                                  | 311                                              | 561                                              | 785                                              | 1008                                             | 917                                              | 965                                              |
| Jahr                                             | 1900                                             | 1910                                             | 1920                                             | 1930                                             | 1940                                             | 1950                                             | 1960                                             | 1970                                             | 1980                                             | 1990                                             |
| Einwohner                                        | 834                                              | 809                                              | 706                                              | 753                                              | 755                                              | 777                                              | 607                                              | 608                                              | 752                                              | 810                                              |
| Jahr                                             | 2000                                             | 2010                                             | 2020                                             | 2030                                             | 2040                                             | 2050                                             | 2060                                             | 2070                                             | 2080                                             | 2090                                             |
| Einwohner                                        | 892                                              | 984                                              | 947                                              |                                                  |                                                  |                                                  |                                                  |                                                  |                                                  |                                                  |

## Wirtschaft und Infrastruktur

### Verkehr
Durch Linneus führt der U.S. Highway 2A, die Bangor Road in Nord-Süd-Richtung und verbindet Linneus in nördlicher Richtung mit Presque Isle und in südlicher Richtung mit Bangor.

### Öffentliche Einrichtungen
Linneus besitzt keine eigene Bücherei. Die nächstgelegene ist die Cary Library in Houlton.
Es gibt kein Krankenhaus oder Medizinische Einrichtung in Linneus. Das nächstgelegene Krankenhaus für Linneus und die Region befindet sich in Houlton.

### Bildung
Linneus gehört mit Amity, Cary Plantation, Haynesville, Hodgdon, Ludlow und der New Limerick zum Maine School Administrative District #70.
Im Schulbezirk werden den Schulkindern mehrere Schulen angeboten:
- Mill Pond School in Hodgdon
- Hodgdon Middle / High School in Hodgdon

## Persönlichkeiten

### Söhne und Töchter der Stadt
- Edwin C. Burleigh (1843–1916), Gouverneur von Maine